# Astragalus biserrula
Astragalus biserrula är en ärtväxtart som beskrevs av Aleksandr Andrejevitj Bunge. Astragalus biserrula ingår i släktet vedlar, och familjen ärtväxter. Inga underarter finns listade i Catalogue of Life.